# Qualificazioni al campionato mondiale di calcio 2014 - AFC - Terza fase, gruppo D

## Classifica
| Squadra        | Pt | G | V | N | P | GF | GS | DR |
| -------------- | -- | - | - | - | - | -- | -- | -- |
| Australia      | 15 | 6 | 5 | 0 | 1 | 13 | 5  | +8 |
| Oman           | 8  | 6 | 2 | 2 | 2 | 3  | 6  | -3 |
| Arabia Saudita | 6  | 6 | 1 | 3 | 2 | 6  | 7  | -1 |
| Thailandia     | 4  | 6 | 1 | 1 | 4 | 4  | 8  | -4 |

## Risultati
| Mascate 2 settembre 2011, ore 19:00 UTC+4 | Oman              | 0 – 0 referto | Arabia Saudita | Seeb Stadium (14.000 spett.)\| Arbitro: \| Abdulrahman Abdou \| |
| Arbitro:                                  | Abdulrahman Abdou |               |                |                                                                 |

| Arbitro: | Abdullah Balideh |

|                         |           |            |
| Kennedy 58’ Brosque 86’ | Marcatori | 14’ Dangda |

| Arbitro: | Kim Dong-Jin |

|                                            |           |  |
| Soleb 35’ Dangda 41’ Al Farsi 90+1’ (aut.) | Marcatori |  |

| Arbitro: | Yūichi Nishimura |

|                 |           |                                       |
| Al-Shamrani 65’ | Marcatori | 40’, 56’ Kennedy 77’ (rig.) Wilkshire |

| Arbitro: | Valentin Kovalenko |

|                                   |           |  |
| Holman 7’ Kennedy 65’ Jedinak 85’ | Marcatori |  |

| Bangkok 11 ottobre 2011, ore 18:00 UTC+7 | Thailandia      | 0 – 0 referto | Arabia Saudita | Rajamangala Stadium\| Arbitro: \| Ravshan Irmatov \| |
| Arbitro:                                 | Ravshan Irmatov |               |                |                                                      |

| Arbitro: | Liu Kwok Man |

|                                          |           |  |
| Hazazi 59’ Al-Fraidi 80’ Noor 89’ (rig.) | Marcatori |  |

| Arbitro: | Ali Abdulnabi |

|              |           |  |
| Al Hosni 18’ | Marcatori |  |

| Riyad 15 novembre 2011, ore 19:30 UTC+3 | Arabia Saudita | 0 – 0 referto | Oman | King Fahd International Stadium (62.740 spett.)\| Arbitro: \| Mohsen Torky \| |
| Arbitro:                                | Mohsen Torky   |               |      |                                                                               |

| Arbitro: | Saeid Mozaffari |

|  |           |            |
|  | Marcatori | 77’ Holman |

| Arbitro: | Kim Dong-Jin |

|                                         |           |                                  |
| Brosque 43’, 75’ Kewell 73’ Emerton 76’ | Marcatori | 19’ Al-Dossari 45+2’ Al-Shamrani |

| Arbitro: | Masaaki Toma |

|                               |           |  |
| Al-Hadhri 8’ Al-Muqbali 90+2’ | Marcatori |  |